# Schwaförden
Schwaförden község Németországban, Alsó-Szászországban, a Diepholzi járásban. Lakosainak száma 1506 fő (2023. december 31.).

## Földrajza
Schwaförden Sulingen és Scholen községekkel határos.